# Bassin de l'Arsenal
Il Bassin de l'Arsenal (noto anche come Port de l'Arsenal) è uno specchio d'acqua artificiale di Parigi.
Situato al confine tra il IV e il XII arrondissement, collega il Canal Saint-Martin alla Senna, dalla Place de la Bastille al Quai de la Rapée e fa parte della rete di canali parigina.
Il bacino prende il nome dal fatto che in questo luogo dal XVI al XIX secolo esisteva un arsenale che poi ha dato il nome anche al quartiere.

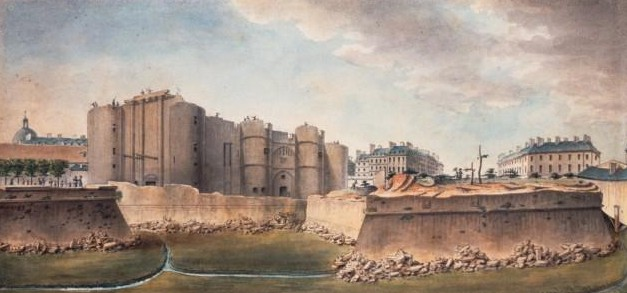
La demolizione della Bastiglia, il cui fossato fu successivamente incluso nel Bassin de l'Arsenal

Dopo la demolizione della Bastiglia durante la Rivoluzione francese, il Bassin de l'Arsenal fu scavato per includere anche il bacino che attingeva acqua dalla Senna e riempiva il fossato della fortezza.
Durante il XIX secolo e per gran parte del XX, il bacino venne usato come un porto commerciale per il carico e lo scarico delle merci. Separato dalla Senna dalla chiusa del Morland, nel 1983 il bacino è stato trasformato in porto turistico e fa parte del sistema nazionale francese Voies navigables de France, ospitando circa 200 imbarcazioni da diporto.

## Stazioni della metropolitana
Il Bassin de l'Arsenal si trova tra le stazioni della metropolitana di Parigi Quai de la Rapée e Bastille ed è a pochi passi da Sully - Morland. È raggiungibile grazie alle linee 1, 5, 7 e 8 della metropolitana.